# Formigueret lleonat
El formigueret lleonat (Epinecrophylla fulviventris) és una espècie d'ocell de la família dels tamnofílids (Thamnophilidae).

## Hàbitat i distribució
Habita el sotabosc de la selva pluvial, densa vegetació secundària de les terres baixes al vessant del Carib del sud-est d'Hondures, Nicaragua i Costa Rica, ambdues vessants de Panamà, oest i nord de Colòmbia i oest d'Equador.